# Hyles salangensis
The Salang Hawkmoth (Hyles salangensis) là một loài bướm đêm thuộc họ Sphingidae. Nó là loài duy nhất được tìm thấy ở Salang Pass và surrounding mountains in Afghanistan.
Sải cánh dài 55–70 mm. Con trưởng thành bay vào đầu tháng 7.